# Blue (andropのアルバム)
『blue』（ブルー）は、andropの通算8枚目のアルバム。2016年10月12日にimage world/SDRから発売された。

## 概要
前作『androp』から約1年2か月ぶり、自身の事務所「image world」を設立してからは初のオリジナルアルバムである。
全収録曲が新録であり、andropがそれまで敢えて表現することのなかった、「光、希望」に対しての「闇、人間の黒い部分」をテーマに制作されている。アートワークにはデジタルアーティスト・RYOHEI HASEが参加した。収録楽曲全曲を、バンド史上初となるハイレゾ音源で配信をスタートさせた。本作で初めての発売となる会員サイト限定盤には、収録楽曲のデモ音源3曲から、ランダムで1曲聴くことができるシリアルナンバーが封入された。なお、デモ音源を公開するのはバンド史上初めてである。
また、2016年10月に開催された「one-man live tour 2016 "best blueprint"」にて通常盤の会場での先行販売が行われた。

## 収録曲
全メンバーが作詞作曲を担当
1. Kaonashi
11月2日にミュージックビデオがYouTubeの公式チャンネルにて公開された。
2. Irony
3. Digi Piece
4. Sunny day
本作発売に合わせて2016年9月28日に先行配信が開始されたほか、ミュージックビデオが制作され、10月4日にYouTubeの公式チャンネルにて公開された。
5. Kienai
6. Lost